# NGC 1731
NGC 1731 is een open sterrenhoop in het sterrenbeeld Goudvis. Het hemelobject werd op 23 december 1834 ontdekt door de Britse astronoom John Herschel.

## Synoniemen
- ESO 85-SC12